# Cantón de Valbonnais
El cantón de Valbonnais era una división administrativa francesa, que estaba situada en el departamento de Isère y la región de Ródano-Alpes.

## Composición
El cantón estaba formado por diez comunas:
- Chantelouve
- Entraigues
- Lavaldens
- La Morte
- La Valette
- Le Périer
- Oris-en-Rattier
- Siévoz
- Valbonnais
- Valjouffrey

## Supresión del cantón de Valbonnais
En aplicación del Decreto n.º 2014-180 de 18 de febrero de 2014, el cantón de Valbonnais fue suprimido el 22 de marzo de 2015 y sus 10 comunas pasaron a formar parte; nueve del nuevo cantón de Matheysine-Trièves y una del nuevo cantón de Oisans-Romanche.